# Muharraq Club
Al-Muharraq Sports Club (Arabisch: نادي المحرق العربي) is een Bahreinse voetbalclub. Het is de meest succesvolle club in eigen land, het veroverde al 34 titels. De club won in 2008 en 2021 de AFC Cup.

## Erelijst
Nationaal
- Premier League: 1957, 1958, 1960, 1961, 1962, 1963, 1964, 1965, 1966, 1967, 1970, 1971, 1973, 1974, 1976, 1980, 1983, 1984, 1986, 1988, 1991, 1992, 1995, 1999, 2001, 2002, 2004, 2006, 2007, 2008, 2009, 2011, 2015, 2018, 2024/25
- Bahraini King's Cup/Bahraini Emir Cup: 1978, 1979, 1983, 1984, 1989, 1990, 1993, 1995, 1996, 1997, 2002, 2005, 2008, 2009, 2011, 2012, 2013, 2016, 2020
- Bahraini Federation Cup: 1990, 1993, 1996, 2005, 2009, 2020, 2021
- Bahraini Joint League Cup: 1975, 1981
- Bahraini Crown Prince Cup: 2001, 2006, 2007, 2008, 2009
- Bahraini Elite Cup: 2019
- Bahraini Super Cup: 1995, 2006, 2013, 2018

Continentaal/regionaal
- AFC Cup: 2008, 2021
- GCC Champions League: 2012

## Bekende (ex-)spelers
- James Debbah
- Abdulla Yusuf Helal
- Gregory Nelson
- Jaycee Okwunwanne
- Vítor Saba
- Denni Rocha dos Santos

## Bekende (ex-)trainers
- Carlos Alhinho
- Vladimir Fedotov

Al-Ahli · Al Hala · Al-Hidd · Al-Shabab · Al-Muharraq · Al-Najma · Al-Riffa SC · Busaiteen · East Riffa · Manama